# Trachylepis spilogaster
Trachylepis spilogaster là một loài thằn lằn trong họ Scincidae. Loài này được Peters mô tả khoa học đầu tiên năm 1882.